# Shahidi Hassas
Shahidi Hassas is een district van de provincie Uruzgan in Afghanistan.